# Aeroport Internacional Toronto Pearson
L'Aeroport Internacional Toronto Pearson (codi IATA: YYZ; codi OACI: CYYZ) (en anglès: Toronto Pearson International Airport) o Aeroport Internacional Lester B. Pearson és el principal aeroport de l'àrea metropolitana de Toronto, Canadà. Està localitzat a aproximadament 32 km del centre de Toronto, a la ciutat veïna de Mississauga. És l'aeroport més freqüentat del Canadà i el 29è més freqüentat del món. Va ser inaugurat el 1939 com Malton Airport. Va ser rebatejat dues vegades, l'última, el 1984, en homenatge a un primer ministre canadenc, Lester Bowles Pearson, que va néixer a Malton (actualment, ciutat de Mississauga). L'aeroport compta amb dos grans terminals de passatgers i cinc pistes d'aterratge, sent actualment capaç d'atendre a prop de 35 milions de passatgers a l'any.

## Terminals

### Terminal 1
La terminal 1 va obrir les portes a l'abril del 2004. L'antiga terminal va ser enderrocada per tal d'ampliar-la i el 30 de gener de 2007 es va inaugurar la sala F per substituir la terminal 2. La terminal consta de tres parts: les sales D i E, amb 38 portes, i la sala F amb 23 portes.
Les instal·lacions de la terminal estan dissenyades per suportar tant vols domèstics, com comercials o de connexió.

### Terminal 3
La terminal 3 es va consrtruir per compensar el tràfic de les antigues terminals 1 i 2. Anteriorment, aquesta terminal havia sigut un mena d'empresa privada aliena a l'aeroport, però anys més tard el gestor de l'aeroport, la GTAA (Greater Toronto Airports Authority), la va comprar per tal d'adjuntar-la amb la resta del conjunt aeroportuari. En els últims anys s'han anat ampliant les instal·lacions i s'han millorat els serveis d'atenció destinats als usuaris de l'aeroport.

## Aerolínies i destinacions
| Companyia                                               | Destinacions | Terminal |
| ------------------------------------------------------- | --- | -------- |
| Aerosvit Airlines                                       | Kiev-Boryspil | 3        |
| Air Atlanta Icelandic operat per Canada Extra           | de temporada: Glasgow-International [comença el 23 de juny], Londres-Gatwick [comença el 23 de juny] | 3        |
| Air Canada                                              | Antigua, Aruba, Barbados, Beijing-Capital, Bermuda, Bogotá, Boston, Brussel·les, Buenos Aires-Ezeiza, Calgary, Cancun, Caracas, Cayo Coco/Cayo Guillermo, Chicago-O'Hare, Copenhagen, Cozumel, Deer Lake, Denver, Edmonton, Fort Lauderdale, Fort McMurray, Fort Myers, Frankfurt, Geneva, George Town/Exuma, Grand Cayman, Halifax, Havana, Holguin, Hong Kong, Kelowna, Kingston (Jamaica), Las Vegas, Lima, Londres-Heathrow, Los Angeles, Ciutat de Mèxic, Miami, Montego Bay, Montréal-Trudeau, Múnic, Nassau, Nova York-LaGuardia, Nova York-Newark, Orlando, Ottawa, París-Charles de Gaulle, Filadèlfia, Phoenix, Portland (OR), Providenciales, Puerto Plata, Puerto Vallarta, Punta Cana, Regina, St. John's (NL), St. Lucia, Samaná, San Diego, San Francisco, San José de Costa Rica, San José del Cabo, Santa Clara (Cuba), Santiago de Xile, São Paulo-Guarulhos, Saskatoon, Seattle/Tacoma, Seül-Incheon, Sydney (Australia), Tampa, Tel-Aviv, Tokyo-Narita, Vancouver, Varadero, Victoria (BC), Washington-Reagan, Winnipeg, Xangai-Pudong, Zurich de temporada: Atenes, Barcelona, Dublín, Grenada, Ixtapa/Zihuatanejo, La Romana, Liberia (Costa Rica), Madrid, Roma-Fiumicino, St. Maarten, San Juan, Sarasota/Bradenton, West Palm Beach | 1        |
| Air Canada operat per Air Georgian                      | Albany (NY), Allentown/Bethlehem, Dayton (OH), Grand Rapids (MI), Harrisburg, Hartford, Kingston (ON), Manchester (NH), Portland (ME), Providence, Rochester (NY), Richmond (VA), Sarnia, Syracuse (NY) | 1        |
| Air Canada Jazz                                         | Atlanta, Baltimore, Boston, Charlotte, Charlottetown, Chicago-O'Hare, Cincinnati/Northern Kentucky, Cleveland, Columbus (OH), Dallas/Fort Worth, Detroit, Fredericton, Hartford, Houston-Intercontinental, Indianapolis, Kansas City, Kingston (ON), London (ON), Memphis, Milwaukee, Minneapolis/St. Paul, Moncton, Montréal-Trudeau, Nashville, Nova York-Newark, Nova Orleans, North Bay, Ottawa, Pittsburgh, Québec City, Raleigh/Durham, Richmond (VA), Saint John (NB), St. Louis, Sault Ste. Marie, Sudbury, Sydney (NS), Thunder Bay, Timmins, Windsor | 1        |
| Air France                                              | París-Charles de Gaulle | 3        |
| Air India                                               | Delhi | 1        |
| Air Transat                                             | Cancun, Faro, Glasgow-International, Lisboa, London-Gatwick, Manchester (UK), Montego Bay, Montréal-Trudeau, Orlando, Porto, Punta Cana, Santa Clara (Cuba), Varadero de temporada: Amsterdam, Aruba, Atenes, Barcelona, Birmingham (UK), Brussel·les, Camaguey, Cayo Coco/Cayo Guillermo, Dublin, Exeter, Fort Lauderdale, Frankfurt, Grenada, Hamburg, Ixtapa/Zihuatanejo, Lamezia Terme, La Romana, Londres-Heathrow, Madrid, Málaga, Manzanillo, Marseilles, Múnic, Newcastle upon Tyne, Panamá City, París-Charles de Gaulle, Pescara, Ponta Delgada, Port of Spain, Puerto Plata, Puerto Vallarta, Roma-Fiumicino, San José de Costa Rica, San Salvador, Shannon, St. Lucia, Terceira, Venècia-Marco Polo, Viena | 3        |
| Alitalia                                                | Rome-Fiumicino | 1        |
| American Airlines                                       | Chicago-O'Hare, Dallas/Fort Worth, Los Angeles, Miami | 3        |
| American Eagle                                          | Boston, Chicago-O'Hare, Nova York-JFK, New York-LaGuardia | 3        |
| Arkefly                                                 | de temporada: Amsterdam | 1        |
| Austrian Airlines                                       | Viena | 1        |
| British Airways                                         | Londres-Heathrow | 3        |
| CanJet                                                  | Antigua, Aruba, Cancun, Cayo Coco/Cayo Guillermo, Cayo Largo, Curacao, Fort Lauderdale, Holguin, Montego Bay, Montréal-Trudeau, Orlando, Panama City, Puerto Plata, Puerto Vallarta, Punta Cana, Samaná, Santa Clara (Cuba), St. Maarten, Varadero de temporada: Camaguey, Cartagena, Cienfuegos, Ixtapa/Zihuatanejo, La Romana, Liberia (Costa Rica), Nassau, Porlamar, San Jose del Cabo, San Salvador, Santiago de Cuba | 3        |
| Caribbean Airlines                                      | Port of Spain | 3        |
| Caribbean Airlines operat per Air Jamaica               | Kingston (Jamaica) | 3        |
| Cathay Pacific                                          | Hong Kong | 3        |
| Continental Connection operat per CommutAir             | Cleveland | 1        |
| Continental Connection operat per Colgan Air            | Newark | 1        |
| Continental Express operat per ExpressJet Airlines      | Cleveland, Houston-Intercontinental, Nova York-Newark | 1        |
| Cubana de Aviación                                      | Cayo Coco/Cayo Guillermo, Camaguey, Cienfuegos, l'Havana, Holguin, Santa Clara (Cuba), Santiago de Cuba, Varadero | 3        |
| Delta Connection operat per Atlantic Southeast Airlines | Atlanta, Detroit, Cincinnati/Northern Kentucky, Memphis | 3        |
| Delta Connection operat per Comair                      | Cincinnati/Northern Kentucky, Nova York-JFK | 3        |
| Delta Connection operat per Pinnacle Airlines           | Detroit, Minneapolis/St. Paul, Nova York-JFK | 3        |
| El Al                                                   | Tel-Aviv | 3        |
| Emirates                                                | Dubai | 1        |
| Enerjet                                                 | de temporada: Cancun, Curacao, Liberia (Costa Rica), Montego Bay, Puerto Plata, Puerto Vallarta, Punta Cana, Varadero | 3        |
| Etihad Airways                                          | Abu Dhabi | 1        |
| EVA Air                                                 | Taipei-Taoyuan | 3        |
| Finnair                                                 | de temporada: Hèlsinki | 3        |
| Hainan Airlines                                         | Pequín-Capital [comença el 27 de novembre] | 3        |
| Icelandair                                              | de temporada: Reykjavík-Keflavík | 1        |
| Jet Airways                                             | Brussel·les, Delhi | 1        |
| KLM                                                     | Amsterdam | 3        |
| Korean Air                                              | Seül-Incheon | 3        |
| LAN Airlines                                            | Nova York-JFK, Santiago de Xile | 3        |
| LOT Polish Airlines                                     | Varsòvia | 1        |
| Lufthansa                                               | Frankfurt de temporada: Düsseldorf | 1        |
| Pakistan International Airlines                         | Islamabad, Karachi, Lahore | 3        |
| Philippine Airlines                                     | Manila | -        |
| SATA International                                      | Lisboa, Ponta Delgada, Porto, Terceira | 3        |
| Sky King, Inc.                                          | vol xàrter: Atlantic City | 3        |
| Sunwing Airlines                                        | Cancun, Cayo Coco/Cayo Guillermo, Fort Lauderdale, Gander (NL), Halifax, Holguin, Kingston (Jamaica), Las Vegas, Mazatlan, Montego Bay, Orlando, Panamá City, Puerto Plata, Puerto Vallarta, Punta Cana, St. Petersburg/Clearwater, Stephenville, Varadero de temporada: Acapulco, Barbados, Cozumel, Camaguey, Cienfuegos, Grenada, Huatulco, Ixtapa/Zihuatanejo, La Romana, Liberia (Costa Rica), Manzanillo de Cuba, Ciutat de Mèxic, Port of Spain, Roatán, St. Lucia, San Jose del Cabo, Santiago de Cuba, Santo Domingo | 1        |
| TACA International Airlines                             | San Salvador | 3        |
| Thomas Cook Airlines                                    | Glasgow-International, Londres-Gatwick, Manchester (Regne Unit) de temporada: Birmingham (Regne Unit) | 3        |
| Thomas Cook operat per Canada Jazz Air                  | de temporada: Aruba, Cancun, Cozumel, Curacao, Liberia (Costa Rica), Montego Bay, Nassau, Puerto Plata, Puerto Vallarta, Punta Cana, San Jose del Cabo | 3        |
| Transaero                                               | Moscou-Domodedovo | 3        |
| Turkish Airlines                                        | Istanbul-Atatürk | 1        |
| United Airlines                                         | Chicago-O'Hare, San Francisco | 1        |
| United Express operat per GoJet Airlines                | Chicago-O'Hare, Washington-Dulles | 1        |
| United Express operat per Shuttle America               | Chicago-O'Hare, Denver, Washington-Dulles | 1        |
| United Express operat per Trans States Airlines         | Washington-Dulles | 1        |
| US Airways                                              | Charlotte | 1        |
| US Airways Express operat per Air Wisconsin             | Charlotte, Filadèlfia | 1        |
| US Airways Express operat per Republic Airlines         | Charlotte, Filadèlfia | 1        |
| Virgin America                                          | Los Angeles, San Francisco | 3        |
| WestJet                                                 | Barbados, Bermuda, Calgary, Cancun, Cayo Coco/Cayo Guillermo, Charlottetown, Edmonton, Fort Lauderdale, Fort Myers, Halifax, Kelowna, Las Vegas, Miami, Moncton, Montego Bay, Montréal-Trudeau, Nassau, Orlando, Ottawa, Providenciales, Puerto Plata, Puerto Vallarta, Punta Cana, Québec City, Regina, St. John's (NL), St. Lucia, St. Maarten, Samaná, Saskatoon, Tampa, Thunder Bay, Vancouver, Varadero, Winnipeg de temporada: Cozumel, Deer Lake, Freeport, Fort McMurray, Grand Cayman, Holguin, La Romana, Nova Orleans, Palm Springs [comença el 2 de febrer], Saint John (NB), Santa Clara (Cuba), Sydney (NS), Victoria (BC) | 3        |

## Accessos

### Cotxe
Es pot accedir amb cotxe a l'aeroport a través de l'autopista 427 (just al nord de l'enllaç amb l'autopista 401), un ramal de l'autopista 401 que condueix directament a l'aeroport. La carretera de l'aeroport cap al nord i la carretera de Dixon cap a l'est, donen un accés més local a l'aeroport.

### Autobús
Els serveis d'autobusos disponibles connecten Toronto i la seva regió metropolitana amb l'aeroport Internacional Lester B. Pearson. Es tracten d'uns serveis d'autobusos oferts per la Comissió de Trànsit de la Ciutat de Toronto, la GO Transit, MyWay, Trànsit de Brampton i Toronto Airport Express.
També existeixen serveis d'autobusos fora de l'àrea metropolitana de Toronto, principalment a pobles de la regió d'Ontario i a Michigan, als Estats Units.

### Taxi
L'Aeroport Lester B. Pearson de Toronto disposa d'espais especials per a l'estacionament de taxis i limosines. Els taxis estan autoritzats per la ciutat de Mississauga, separada de la ciutat de Toronto. Els taxis amb llicència a Toronto poden operar a l'aeroport però, legament, només els taxis de Mississauga poden operar a l'aeroport.